# 説仮部
説仮部（せっけぶ、梵: Prajñaptivāda, プラジュニャプティヴァーダ、繁体字: 說假部; ピン音: shuōjiǎ-bù）とは、インドの部派仏教の一派で、特に大衆部の分派である。多聞分別説部(Bahuśrutiya-Vibhajyavādin)としても知られる。

## 歴史
世友によれば、説仮部は大衆部のいくつかの分派のうちの一つとして発展したという。説仮部はヒマラヤ山脈に在住したと伝えられる。ターラナータによれば、説仮部はパーラ朝時代を通じて10世紀頃までもマガダ地方周辺に栄えつづけた。

## 教説
説仮部の教説は大衆部の主流派のそれと同様であると世友が書き記している。André Bareauによれば、プラジュニャプティヴァーダ(Prajñaptivāda)という名称は、現象は概念化(サンスクリット:prajñapti)の産物に過ぎないというこの部派の教説を指しているという。世友が書き残したところによれば、世界で起こる現象は全て概念あるいは観念(サンスクリット:prajñapti)にすぎないと説仮部では考えられており、そのため現象は苦とみなされたという。説仮部では普通の真理(サンスクリット:saṃvṛti)と究極的な真理(サンスクリット:paramārtha)とが区別され、また実在(サンスクリット:tattva)と単なる概念(サンスクリット:prajñapti)とが区別された。
説仮部では聖道は永遠にして不変で、失われたり破壊されたりすることはできないと信じられていた。また、聖道は瞑想することで陶冶されるようなものではないとも考えられていた。しかし、説仮部ではこの道は全的な知識(サンスクリット:sarvajñāna)と善行の蓄積によって達成できるものだと信じられていた。非業の死を遂げるにしろ聖道を達成するにしろ、そういった結果は全て善行と業の結果であると説仮部では見なされていた。
説一切有部とは違って、説仮部は五蘊つまり五つの根本要素を苦とはみなさなかった。代わりに、五蘊は究極的な実存を欠いた単なる言葉の上でのものとみなされた。
様々な蔵に収められたブッダの教えは言葉の上での(サンスクリット:prajñapti)、世俗の(サンスクリット:saṃvṛti)、そして因果関係にとらわれている(サンスクリット:hetuphala)ものだと説仮部では考えられていた。それゆえ全ての教えは暫定的な重要性を持つのみである、というのはそれらが究極的な真理から成ることはあり得ないからだと説仮部によって考えられた。ブッダの教えに関するこういった考えは完全に発達してからの大乗経典の立場に非常に近いと認められている。

## 大乗仏教と説仮部
説仮部は「二諦」説の初期の提唱者である。二諦説は大乗仏教で重要であり、方便と般若の関係においてしばしば見出される。Ian Charles Harrisが述べるところによれば、説仮部の教説は実際のところ初期の大乗仏教の二諦説と同じであるという。
二諦説の史上に名高い唱道者(説仮部と同じ述語を用いた)にして著書『中論』で、説仮部がそれを好んだことで知られるところの文献『Kātyāyana Gotra Sūtra (パーリ仏典では相応部・因縁相応・食品のカッチャーナゴッタ経)』の名のみを挙げている龍樹に対して説仮部が影響を与えたという証拠がある。
André Bareauは大乗仏教の起源を初期大衆部にあると考えており、大衆部の分派である多聞部及び説仮部が北と南の大衆部の間の大乗の教えの流れに架橋する上で重要な役割を果たしたと述べている。